# Sistan og Baluchistan (provins)
Sistan og Baluchistan (Persisk:سيستان و بلوچستان) er en af de 30 provinser i Iran, beliggende i det sydøstlige Iran og grænser op til Pakistan og Afghanistan.
Provinsen har en befolkning på 2.290.076 indbyggere, hvor 580.071 bor i hovedbyen Zahedan.
Provinsens areal er på 181.785 km² og er Irans største provins.